# Molitorsmühle

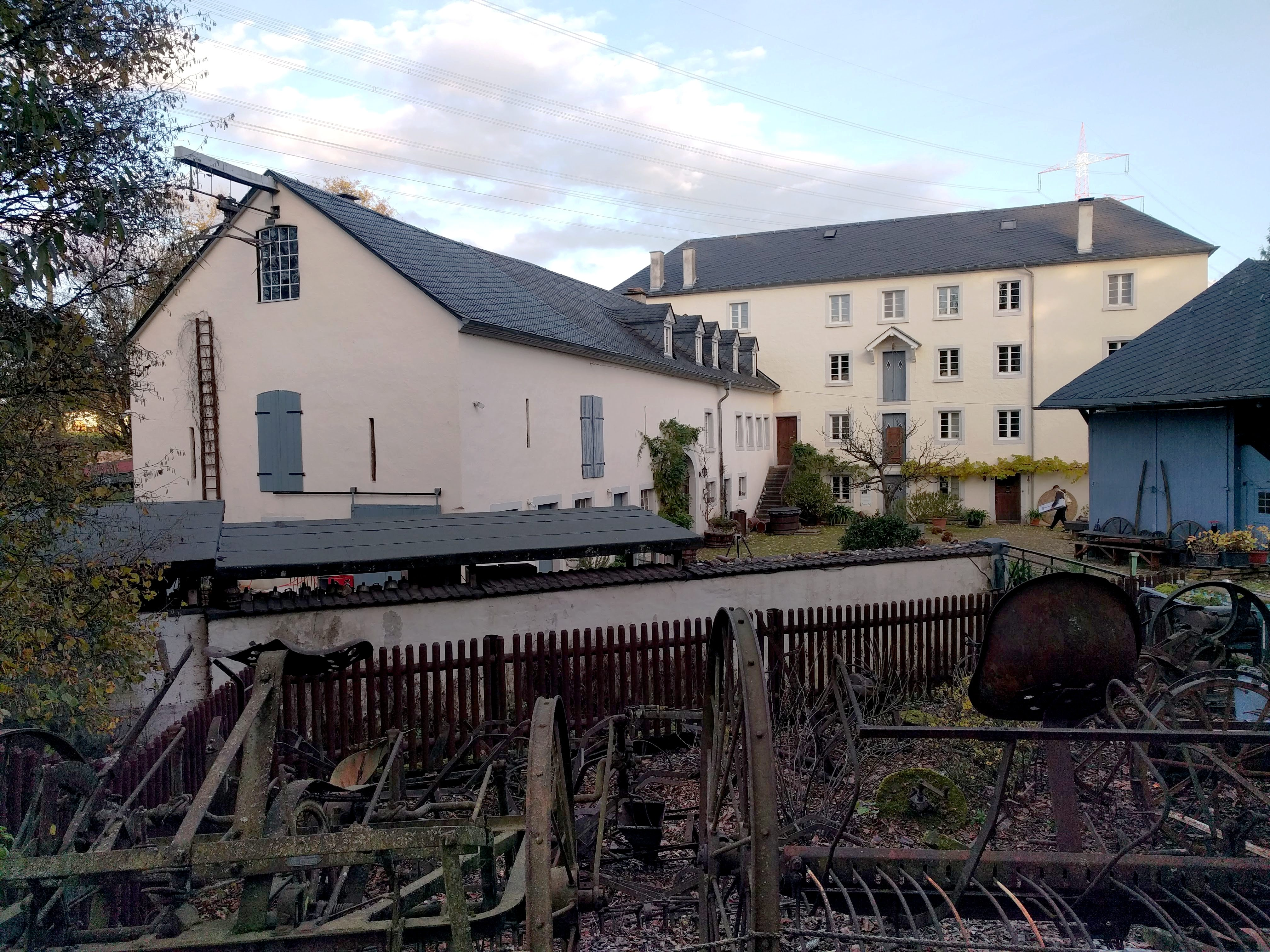
Molitorsmühle Schweich

Die Molitorsmühle ist eine Wassermühle am Föhrenbach in Schweich an der Mittelmosel, die 1972 stillgelegt wurde und heute als Museum dient.

## Geschichte
Die Mühle wurde 1824 von einem Rotgerber und einem Wappenschmied als Loh-, Öl- und Schleifmühle erbaut und erhielt vier Jahre später, als sie als Mahl- und Schälmühle verwendet wurde, einen weiteren Mahlgang. 1930 ging sie in den Besitz ihres Namensgebers Molitor über, dessen Familie mehrere Generationen lang die Mühle besaß und bewirtschaftete. 1972 wurde sie nach dem Mühlenstilllegungsgesetz stillgelegt. 1994 wurde sie zum baulichen und technischen Denkmal erklärt. Seit 1997 ist sie als Mühlenmuseum der Öffentlichkeit zugänglich. 1999 wurde die Wasserturbine wieder in betriebsfähigen Zustand gebracht.
Die Molitorsmühle ist die letzte erhaltene von zeitweise sechs Wassermühlen in Schweich. Im Mittelalter betrieb die Abtei Prüm die einzige Mühle in Schweich. Erst nach der Auflösung des Kurstaats Trier erhielt die Gemeinde die damals noch einzige Mühle und außerdem das Recht, Mühlen zu errichten. Nach der Einführung der Gewerbefreiheit konnten auch Privatleute Mühlen erbauen und betreiben. Aus dieser Phase stammt die Molitorsmühle.

## Besitzerchronik
- 1824 Christoph Denhard und Nikolaus Scholzen   (Die Mühle wird erbaut)
- 1828 Jakob Barthelmes                          (Übernimmt die Mühle und baut sie zur Getreidemühle um)
- 1830 Johann Molitor                            (Die Mühle geht in den Besitz der Familie Molitor über)
- 1870 Johann Molitor jun.                      (Führt die Mühle weiter)
- 1914 Nicolaus Molitor                          (Führt die Mühle weiter)
- 1938 Witwe Anna Molitor                        (Führt die Mühle nach dem Tod ihres Ehemannes weiter)
- 1950 Anton Branz, Ehefrau Hedwig, geb.Molitor  (Hedwig Branz führt die Mühle mit ihrem Mann weiter)
- 1972 Mühlenstilllegung                         (Die Mühle wird stillgelegt)
- 1992 Geschwister Branz                         (Die Geschwister Branz übernehmen die Mühle)
- 1994 Denkmalschutz                             (Die Mühle wird denkmalgeschützt)
- 1997 Wiedereröffnung                           (Die Mühle wird als Museum wiedereröffnet)

## Bauwerk
Die Molitorsmühle besteht aus einer Winkelhofanlage. Der ursprünglich niedrigere Mühlentrakt wurde im 20. Jahrhundert um zwei Geschosse aufgestockt und vergrößert.

## Museum
Das Museum zeigt auf vier Ebenen Exponate zur Mühlentechnik des 19. und 20. Jahrhunderts. Es ist von Ostern bis Ende Oktober an den Wochenenden sowie nach Vereinbarung geöffnet; angeboten werden Führungen und diverse Aktionen zum Thema Korn und Brot. Die Mühle befindet sich in Privatbesitz.